# Valea Cătinei
Valea Cătinei – wieś w Rumunii, w okręgu Buzău, w gminie Cătina. W 2011 roku liczyła 514 mieszkańców.